# 해남 서동사 목조석가여래삼불좌상
해남 서동사 목조석가여래삼불좌상(海南 瑞洞寺 木造釋迦如來三佛坐像)은 대한민국 전라남도 해남군, 서동사에 있는 조선시대의 목조 불상이다. 2011년 6월 21일]] 대한민국의 보물 제1715호로 지정되었다.

## 개요
서동사는 대한불교조계종 제22교구 본사 대흥사의 말사로 운거산 기슭에 자리하고 있다. 서동사의 자세한 연혁은 알려져 있지 않으나 1980년대 초 현 대웅전의 지붕 보수시 발견된 「서동사중수상량문」(1870)과 「서동사중수서」(1870) 현판 기록을 통해 개략적인 연혁을 파악할 수 있다.
이 두 기록에 따르면, 서동사의 창건은 확신할 수 없으나 통일신라 진성여왕 때(887~896)때 고운(孤雲) 최치원(崔致遠)선생이 창건하였다고 하며, 이후 조선시대 임진(정유)왜란 때 병화(兵禍)로 모두 소실된 것을 1779년에 복구하였다가 다시 약 90년 후인 1780년 의윤(宜胤)스님이 주축이 되어 정기(正己), 진일(賑一) 등 3인의 스님이 발원하여 중수하였다고 한다.
불상과 관련된 기록은 지금부터 약 20여 년 전 도난과정에서 화산(華山)스님에 의해 수습된 조성발원문과 중수발원문이 남아 있다. 이 발원문에 의하면, 석가여래삼불상은 스님과 평범한 신도들이 주축이 되어 옥보(玉寶)스님의 증명(證明) 아래 운혜(雲惠)를 비롯한 8명의 조각승들이 참여하여 순치(順治) 8년(효종 1) 경인 겨울에 조성을 마쳤다고 한다. 불상의 중수는 이 보다 154년 뒤인 1804년(순조 4)에 이루어졌고, 풍계순정(楓溪舜靜)을 비롯한 19명의 승려화원들이 참여하여 개금하였다. 이 불상을 조각한 운혜는 17세기 전반기 중후한 맛의 선 굵은 조각을 구사했던 수연(守衍)의 조각 전통을 계승하여 독자적인 영역을 구축하였고, 17세기 중․후반을 대표하는 조각승으로 성장하였다.
서동사 대웅전 석가여래삼불좌상은 중앙 사바세계의 교주 석가여래를 중심으로 좌측에 동방 만월세계 약사여래, 우측에 서방 극락세계 아미타여래를 배치한 공간적 삼세불 형식이다. 이러한 석가 여래삼불형식은 비로자나삼불형식과 더불어 조선후기, 특히 17세기 대에 크게 유행하였다. 그 이유는 사상적인 요인도 작용했겠지만, 임진왜란․정유재란․병자호란 등 일련의 국가적 전란을 겪으면서 소실된 여러 불전을 재건할 여력이 부족했던 당시로서는 한 전각 내에 다양한 사상과 신앙형태를 내포한 삼불을 모시는 것이 유효했던 것으로 생각된다.
삼존 모두 접목조 방식으로 제작되었는데, 우선 본존 석가여래는 변형의 편단우견을 걸치고 팔각대좌 위에 다시 앙련의 연화좌를 놓고 그 위에 결가부좌하였다. 반구형의 머리는 따로 제작한 나발로 촘촘하게 부착하였고, 육계는 명확하게 드러내지 않았다. 머리의 중앙과 정상에는 계주를 표현하였는데, 반달 형태의 큼직한 중앙계주가 인상적이다. 얼굴은 뾰족하게 처리하였고 턱, 코 뿌리에서 갑자기 솟은 돌출 코, 야무지게 앙다문 얇은 입술 등에서 개성적이면서 엄정한 인상을 준다. 역3자형의 귀는 다소 추상적이며, 상․하각의 골을 길게 파내어 특징적이다. 이러한 귀의 표현은 조각승 운혜가 즐겨 사용했던 특징이기도 하다.
착의 형식은 오른쪽 어깨를 살짝 덮은 변형의 편단우견이며, 두터운 옷 깃 주름을 지나치게 치켜세워 강조하였는데, 이것이 신체와 동떨어져 별개의 옷을 걸친 듯 다소 부자연스럽고 움츠린 듯 보이게 하는 요소이다. 그러나 상체는 불필요한 주름들을 최대한 배제하여 단순화시킨 반면, 하체는 입체적이고 탄력적인 주름으로 율동감 넘치게 조각하여 의도적인 대조를 통한 시각적 장애를 감소시켜준다. 여기에 다시 군의의 끝단을 율동감 있는 꽃잎 모양으로 멋을 내어 상체의 단조로움을 보완하였다. 특히 왼쪽 무릎 부근에 형성된 이중의 큼직한 주머니 모양의 주름과 왼쪽 측면의 폭 좁은 Ω형태로 마무리 한 주름이 특색이 있다. 수인은 항마촉지인을 결하였고, 손바닥에는 정(井)자 형태의 손금을 나타내었다. 무릎의 부메랑같이 표현된 주름을 중심으로 물결치듯 입체적으로 표현한 주름과 정(井)자형 손금은 대부분의 운혜조각에서 나타나고 있어 하나의 표식처럼 되고 있다.
좌협시 약사불상과 우협시 아미타불상은 엄지와 중지를 맞댄 수인을 좌우대칭으로 표현하였고, 착의는 두 장의 대의를 걸친 이중착의법으로 표현하여 본존불과의 차이를 두었다. 아미타불상은 엄지와 중지를 둥글게 맞댄 하품중생인을, 약사불상은 아미타불상과 좌우 손의 위치만 달리하여 왼손바닥 위에 약사불의 상징인 조그마한 약호를 올려 약기인(藥器印)을 취하였다. 두 불상의 손가락은 본존불상에 비해 길고 섬려하며, 손바닥에는 본존불과 마찬가지로 정(井)자 형태의 손금을 나타내었다. 불의(佛衣)는 본존불과 마찬가지로 옷 깃을 지나치게 두텁게 표현하여 다소 어색한맛이 있으나 전반적인 존상의 품격을 저해하거나 관상에 지장을 초래할 정도는 아니다. 특히 이곳 삼불형식에서 본존 편단우견, 좌우협시 이중착의로 차별을 둔 것은 17세기 삼불형식에서 흔히 볼 수 있는 표현방식이다.
이 삼불좌상은 상호나 신체의 표현 등에서 수조각승 운혜의 특색 있는 조각적 경향도 잘 드러나고 있다. 특히 현존하는 운혜의 작품 가운데 가장 이른 시기의 작품으로 17세기 불상조각 연구와 개금중수 과정을 이해하는데 하나의 중요한 자료가 된다.

## 같이 보기
- 서동사

## 참고 자료
- 해남 서동사 목조석가여래삼불좌상 - 국가유산청 국가유산포털